# Giovanni David

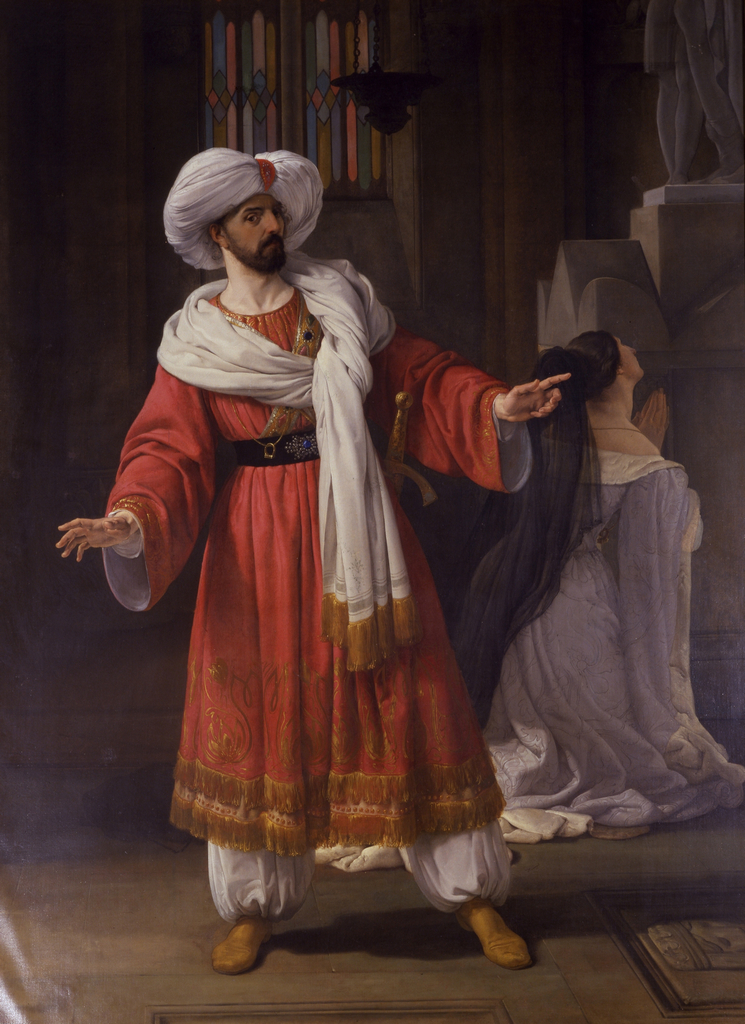
Giovanni David en el rol d'Agobar a Gli arabi nelle Gallie de Pacini

Giovanni David (Nàpols, Campània, 15 de setembre de 1790 - Sant Petersburg, Rússia, 1864) fou un tenor italià, destacant en els rols de les obres de Rossini.
Fou deixeble del seu pare Giacomo, també cantant distingit, i als vint anys es presentà per primera vegada a Brescia, d'on passà a Nàpols, Venècia i Milà, sent arreu calorosament aplaudit. Després cantà a Viena i a Londres, i el 1841, havent perdut la veu, a Nàpols fundà una escola de cant, passant alguns anys més tard a l'Òpera de Sant Petersburg amb una feina important.
Rossini, el qual el tenia amb molta estima, va escriure diverses òperes per a ell.